# Reda Kharchouch
Reda Kharchouch (Amsterdam, 27 agosto 1995) è un calciatore olandese, attaccante del Telstar.

## Caratteristiche tecniche
È un centravanti molto forte fisicamente ma anche veloce e capace di saltare l'uomo. Numero 9 puro, che riesce a dare profondità alla squadra. Dotato di un ottimo fiuto per il gol, è capace di giocare con entrambi i piedi ed è dotato di buona tecnica.

## Carriera
Nato ad Amsterdam da genitori di origine marocchina, trascorre i primi anni di carriera nelle serie dilettantistiche olandesi. Nel 2019 viene acquistato dal Telstar dove si laurea capocannoniere di Eerste Divisie con 20 gol realizzati in 28 presenze. Al termine della stagione si trasferisce allo Sparta Rotterdam, in Eredivisie.

## Statistiche
Statistiche aggiornate al 12 agosto 2022.

### Presenze e reti nei club
| Stagione        | Squadra          | Campionato      | Campionato | Campionato | Coppe nazionali | Coppe nazionali | Coppe nazionali | Coppe continentali | Coppe continentali | Coppe continentali | Altre coppe | Altre coppe | Altre coppe | Totale | Totale | Totale |
| Stagione        | Squadra          | Comp            | Pres       | Reti       | Comp            | Pres            | Reti            | Comp               | Pres               | Reti               | Comp        | Pres        | Reti        | Pres   | Reti   |        |
| --------------- | ---------------- | --------------- | ---------- | ---------- | --------------- | --------------- | --------------- | ------------------ | ------------------ | ------------------ | ----------- | ----------- | ----------- | ------ | ------ | ------ |
| 2017-2018       | Quick Boys       | 3D              | 17         | 5          | CO              | 2               | 0               |                    | -                  | -                  |             | -           | -           | 19     | 5      |        |
| 2018-2019       | OFC Oostzaan     | 3D              | 20+2       | 20+2       | CO              | 2               | 1               |                    | -                  | -                  |             | -           | -           | 24     | 23     |        |
| 2019-2020       | Telstar          | 1D              | 28         | 20         | CO              | 2               | 2               |                    | -                  | -                  |             | -           | -           | 30     | 22     |        |
| 2020-2021       | Sparta Rotterdam | ED              | 19         | 2          | CO              | 0               | 0               |                    | -                  | -                  |             | -           | -           | 19     | 2      |        |
| 2021-2022       | Emmen            | EED             | 25         | 7          | CO              | 0               | 0               |                    | -                  | -                  |             | -           | -           | 25     | 7      |        |
| 2022-2023       | Excelsior        | ED              | 2          | 2          | CO              | 0               | 0               |                    | -                  | -                  |             | -           | -           | 2      | 2      |        |
| Totale carriera | Totale carriera  | Totale carriera | 117        | 58         |                 | 6               | 3               |                    | -                  | -                  |             | -           | -           | 117    | 58     |        |

## Palmarès

### Club

#### Competizioni nazionali
- Eerste Divisie: 1

Emmen: 2021-2022

### Individuale
- Capocannoniere della Eerste Divisie: 1

2019-2020 (22 gol)